# 三浦省五
三浦 省五（みうら しょうご、1942年9月9日 - ）は日本の教育学者。広島大学名誉教授。

## 来歴
広島県尾道市向東町で出生。1961年、広島大学教育学部高等学校教育科外国語科 (英語) 入学。1965年、同上卒業。
私立修道中学校・修道高等学校教諭 (英語) 着任。1967年、広島大学教育学部教務員着任。1968年、広島大学大学院教育学研究科教科教育学専攻 (英語科教育) 修士課程入学。1971年、同上修了。広島大学大学院教育学研究科教科教育学専攻 (英語科教育) 博士課程入学。
1972年、エディンバラ大学大学院応用言語学科に英国大使館文化部奨学生として留学。1973年、エディンバラ大学大学院応用言語学科のコースを修了。ロンドン大学音声学部における夏期英語音声学コースを修了。文部教官広島大学教育学部 (英語,英語教育学) 助手着任。
1975年、広島大学総合科学部 (英語,英語科教育法) 講師昇任。1976年、広島大学教育学部講師併任。1977年、広島大学総合科学部 (英語,英語科教育法) 助教授昇任。1988年、広島大学助教授教育学部配置換。1996年、広島大学教育学部 (英語教育学) 教授昇任。
1999年、広島大学附属中・高等学校校長併任 (平成15年まで) 。2004年、広島大学外国語教育研究センターに配置換。
2006年、福山大学教授 人間文化学部人間文化学科・欧米文化コース就任。

## 人物
専門は英語教育学。中国地区英語教育学会会長、広島大学マスターズ幹事をはじめ、様々な委員を歴任してきた。特に母校の広島大学では、自ら英国で車を運転し、学生の留学先の大学と協定を結んだ。

## 著作
- 『電子計算機による英語教科書の使用語彙総覧-中学校編1977』（渓水社、1977年）
- 『英語教育学研究ハンドブック』（大修館書店、1979年）
- 『英語科重要語300の基礎知識』（明治図書、1981年）
- 『電子計算機による英語教科書の使用語彙総覧-中学校編1982』（大修館書店、1982年）
- 『英語の学習意欲』（大修館書店 、1983年）
- 『文部省検定済高等学校用英語教科書使用語彙(英語・英語II・英語B)』（渓水社、1987年）
- 『電子計算機による英語教科書の使用語彙総覧-中学校編1987』（渓水社、1987年）
- 『英語教師のための教育データ分析入門:授業が変わるテスト・評価・研究』（大修館書店、2004年）
- 『新しい学びを拓く英語科授 業の理論と実践』（ミネルヴァ書房、2009年）